# Ramón Belauste
Ramón Belausteguigoitia Landaluce (Llodio, Álava, 27 de octubre de 1891 - Madrid, 1 de enero de 1981), conocido como Belauste II, fue un futbolista español que jugó de extremo en el Athletic Club.

## Biografía
Belauste pertenecía a una acomodada familia que era oriunda de la localidad alavesa de Llodio. Ramón era el noveno de los doce hijos (ocho hombres y cuatro mujeres) del matrimonio formado por Federico y Dolores. En su familia hubo varios futbolistas como sus hermanos José María (1889), Santiago (1890) y Francisco "Pacho" (1897), que también jugaron en el Athletic Club.
Desarrolló toda su carrera futbolística en el Athletic Club, equipo en el que ingresó en 1910. Sin embargo, su debut oficial tuvo lugar el 22 de marzo de 1913 en la final de Copa ante el Racing Irun. Ramón marcó el gol que llevó la final a un partido de desempate, que se llevaron los irundarras por 1 a 0 un día más tarde. El 19 de octubre marcó los dos primeros goles oficiales en el Estadio de San Mamés en un encuentro del Campeonato Regional de Vizcaya ante el Arenas Club (2-0). En mayo de 1914 logró su primer título copero jugando junto a su hermano José María, hecho que se repetiría un año más tarde. Durante esta etapa, compaginó el fútbol con su trabajo como abogado en un bufete de Bilbao. Sin embargo, aunque el club extiende su etapa hasta 1922, no hay registros de que jugara ningún encuentro posterior a esa final. De hecho, Ramón se marchó a Londres a estudiar y a trabajar como corresponsal del diario "El Sol" en Londres.
En 1922 se marchó a Nicaragua, donde contrajo matrimonio con Ana López Sberck. En 1925 estableció su residencia en la ciudad mexicana de Torreón, donde también se establecieron la mayor parte de sus hermanos. Pocos años antes de su fallecimiento regresó a España, falleciendo en 1981 en Madrid.

## Clubes
| Club          | País   | Año       |
| ------------- | ------ | --------- |
| Athletic Club | España | 1910-1922 |

## Palmarés

### Campeonatos regionales
| Título               | Club          | País   | Año  |
| -------------------- | ------------- | ------ | ---- |
| Campeonato del Norte | Athletic Club | España | 1914 |
| Campeonato del Norte | Athletic Club | España | 1915 |
| Campeonato del Norte | Athletic Club | España | 1916 |
| Campeonato del Norte | Athletic Club | España | 1920 |
| Campeonato del Norte | Athletic Club | España | 1921 |

### Campeonatos nacionales
| Título       | Club          | País   | Año  |
| ------------ | ------------- | ------ | ---- |
| Copa del Rey | Athletic Club | España | 1911 |
| Copa del Rey | Athletic Club | España | 1914 |
| Copa del Rey | Athletic Club | España | 1915 |
| Copa del Rey | Athletic Club | España | 1916 |
| Copa del Rey | Athletic Club | España | 1921 |